# EA Sports WRC
EA Sports WRC, également connu sous le nom de WRC, est un jeu vidéo de course développé par Codemasters et édité par EA Sports, sorti le 3 novembre 2023 sur Windows, PlayStation 5 et Xbox Series. Le jeu possède la licence officielle (acquise par Codemasters en 2020) du championnat du monde des rallyes et tourne grâce au moteur de jeu Unreal Engine 4. Il s'agit du premier jeu de rallye Codemasters à disposer de la licence officielle WRC depuis Colin McRae Rally 3 en 2002.

## Système de jeu
EA Sports WRC intègre 78 voitures de rallye.  De même, dix catégories de voitures de rallye sont issus du championnat du monde des rallyes, dont trois véhicules Rally1 tels que le Ford Puma Rally1 de M-Sport, la Hyundai i20 N Rally1 de Hyundai et la Toyota GR Yaris Rally1 de Toyota et sept autres voitures des catégories supports — le championnat du monde des rallyes-  2 et le championnat du monde des rallyes junior, comprenant la Ford Fiesta Rally3, ainsi que 68 voitures de rallye classiques.  Les autres voitures de rallye incluent la Citroën Xsara WRC, la Mini John Cooper Works WRC, la Ford Fiesta Rally4 (en) et la Colin McRae R4, qui figurait auparavant dans Dirt 3. Le mode de jeu Car Builder permet au joueur de créer et de personnaliser ses propres voitures de rallye. Le jeu comprend plus de 200 étapes spéciales réparties sur dix-huit courses de rallye WRC.  Le mode multijoueur est disponible pour jusqu'à 32 joueurs multiplateformes. Un mode en réalité virtuelle est également présent dans le jeu.

## Développement
Le jeu est révélé le 5 septembre 2023. Il est initialement construit comme une suite à Dirt Rally 2.0. Codemasters, le développeur de la série F1, conçoit son premier jeu vidéo WRC après avoir récupéré les droits de la licence en 2020. Le dernier jeu de Codemasters sous licence WRC est alors Colin McRae Rally 3 sorti en 2002, et qui met en scène la saison 2002 du championnat du monde des rallyes. Cependant, EA Sports devient l'éditeur du jeu à la suite du rachat de Codemasters par Electronic Arts en 2021. Le jeu fonctionne à partir du moteur de jeu Unreal Engine 4, remplaçant Ego, que Codemasters avait implémenté dans ses précédents jeux développés, depuis Race Driver: GRID en 2008. Finalement, le jeu est publié le 3 novembre 2023 pour Windows, la PlayStation 5 et la Xbox Series X/S.  Il comporte également trois jaquettes, avec Ford Puma Rally1 pour PC, Hyundai i20 N Rally1 pour Xbox Series et Toyota GR Yaris Rally1 pour PlayStation 5.

## Accueil
EA Sports WRC reçoit des critiques « généralement favorables », selon l'agrégateur de critiques Metacritic,,. OpenCritic, à vocation similaire, établit un score global de 80 % en effectuent la moyenne de 27 notes de test.

## Bug
Pendant la journée du 29 février 2024, le jeu ne pouvait être lancé en raison d'un plantage causé par la non gestion de la journée supplémentaire d'une année bissextile. L'éditeur EA Sports recommandant alors pour y jouer de changer la date de la console au 1er mars.